# Гуменецька сільська територіальна громада
Гуменецька сільська громада — територіальна громада України, на територіях Кам'янець-Подільського району Хмельницької області. Адміністративний центр — село Гуменці.
Площа громади — 285,056 км², населення — 12 950 мешканців (2019).
Утворена 13 серпня 2015 року шляхом об'єднання Абрикосівської, Великозаліснянської, Голосківської, Гуменецької, Думанівської, Заліської Другої, Нігинської та Супрунковецької сільських рад Кам'янець-Подільського району.
19 червня 2018 року внаслідок добровільного приєднання до громади приєдналася Циківська сільська рада Чемеровецького району.

## Населені пункти
До складу громади входять 1 селище і 22 села:
| Населений пункт     | Населення (2015) |
| ------------------- | ---------------- |
| Гуменці             | 1827             |
| Голосків            | 1419             |
| Вербка              | 1234             |
| Нігин               | 1177             |
| Сахкамінь           | 840              |
| Думанів             | 781              |
| Цикова              | 778              |
| Слобідка-Гуменецька | 713              |
| Пудлівці            | 692              |
| Залісся Друге       | 665              |
| Колубаївці          | 591              |
| Супрунківці         | 498              |
| Абрикосівка         | 450              |
| Великозалісся       | 432              |
| Лисогірка           | 338              |
| Улянівка            | 267              |
| Киселівка           | 240              |
| Дубинка             | 184              |
| Карачківці          | 125              |
| Малозалісся         | 115              |
| Привороття Друге    | 115              |
| Корчівка            | 56               |
| Тернавка            | 0                |
| Всього              | 13 537           |